# Grądki (Mazovie)
Pour les articles homonymes, voir Grądki.
Grądki [ˈɡrɔntki] est un village polonais, situé dans la Powiat de Varsovie-ouest et dans la voïvodie de Mazovie dans le centre-est de la Pologne.
Le village a une population de 62 habitants en 2000.